# Петров, Иван Фёдорович (комиссар)
Ива́н Фёдорович Петро́в (1888—1921) — продовольственный комиссар, председатель окружного рабочего бюро Ростова-на-Дону, награждён орденом Боевого Красного Знамени (приказ РВС № 46 за 1921 год).

## Биография
Уроженец деревни Уссуна Спасопреображенской волости Олонецкой губернии.
Работал кузнецом и слесарем. Участвовал в Первой мировой войне. С марта 1917 года — член ВКП(б).
В 1918 году организовал партийную ячейку в селе Уссуна.
С февраля 1918 года — член исполкома Олонецкого губернского совета и Олонецкой губернской продовольственной коллегии.
С 16 июля 1918 года — Олонецкий губернский продовольственный комиссар.
С 1919 года служил в органах Военпродбюро ВЦСПС на Украине.
С 13 октября 1919 года работал в продовольственных органах в Саратовской губернии.
С октября 1920 года — в Ростове-на-Дону в распоряжении представителя Совета Труда и Обороны Ильинского — председатель губернского рабочего продкома.
28 декабря 1920 года смертельно ранен в селе Степановском Донской области.

## Семья
Жена Марфа Фёдоровна была расстреляна белыми в селе Уссуна.

## Память

Памятный знак Ивану Петрову в Петрозаводске

- В 1923 году Спасо-Преображенская волость Петрозаводского уезда была переименована в Петровскую, в 1927—1957 годах существовал Петровский район Карелии. 17 августа 1962 года Указом Президиума Верховного Совета КАССР Мунозерский сельсовет Кондопожского района был переименован в Петровский сельсовет. Сейчас — Петровское сельское поселение.
- В 1960 году в городе Петрозаводске установлен памятный знак Ивану Петрову. В 2016 году сквер, в котором расположен памятный знак, получил имя Ивана Петрова.
- Именем Петрова назван Петровский народный хор села Спасская Губа.
- Именем Петрова названо шоссе в населённом пункте Станция Шуйская (Петровское шоссе).